# Mazurek (album)
Mazurek – książka dla dzieci z płytą CD, wydana w 2010 r. przez Mazowieckie Centrum Kultury i Sztuki (obecnie Mazowiecki Instytut Kultury). 
Książka zawiera 18 opowiastek, przedstawiających fakty i anegdoty z okresu dzieciństwa Fryderyka Chopina. Na płycie znajduje się 16 piosenek obrazowo przybliżających charakter form muzycznych typowych dla Chopina. Autorką tekstów jest Anna Kierkosz, autorami muzyki  Agnieszka Widlarz i Krzysztof Herdzin (również producent muzyczny płyty), ilustracje stworzyła Bogna Czechowska. Wykonawcami znajdujących się na płycie piosenek są: Dorota Miśkiewicz, Agnieszka Wilczyńska, Mieczysław Szcześniak, Janusz Szrom oraz dzieci. Wśród muzyków pojawili się: Krzysztof Herdzin, Robert Kubiszyn (bass), Cezary Konrad (perkusja), Wiesław Wysocki (klarnet, saksofon) oraz kwartet smyczkowy Xerkses String.  

## Lista utworów
1. Tup, tup (wyk. Agnieszka Wilczyńska, Mieczysław Szcześniak, Janusz Szrom i Marysia Widlarz)
2. Preludium (wyk. Janusz Szrom)
3. Scherzo (wyk. Agnieszka Wilczyńska)
4. Forte-piano / Rondo (wyk. Agnieszka Wilczyńska i Mieczysław Szcześniak)
5. Zakochane Adagio (wyk. Janusz Szrom)
6. Mazurek u-ha tralala (wyk. Mieczysław Szcześniak)
7. Żelazowa Wola (wyk. Dorota Miśkiewicz)
8. W kwiatach / Marsz  (wyk. Dorota Miśkiewicz, Helenka Sojka, Zosia Śliwińska, Maja Murakowska, Marysia Widlarz i Jaś Widlarz)
9. Słowik, Czarodziej i Nokturn (wyk. Mieczysław Szcześniak)
10. Ballada o Fryderyku i grzybach (wyk. Dorota Miśkiewicz, Janusz Szrom, Helenka Sojka, Zosia Śliwińska, Marysia Widlarz i Jaś Widlarz)
11. Zagubiony Mazurek (wyk. Mieczysław Szcześniak)
12. W Łazienkach (wyk. Agnieszka Wilczyńska)
13. Smutna piosenka (wyk. Janusz Szrom, Helenka Sojka, Zosia Śliwińska, Marysia Widlarz i Jaś Widlarz)
14. Sannicki Walczyk (wyk. Agnieszka Wilczyńska)
15. Barkarola (wyk. Janusz Szrom)
16. Ostatni Mazurek (wyk. Agnieszka Wilczyńska)